# ميناء كوبه

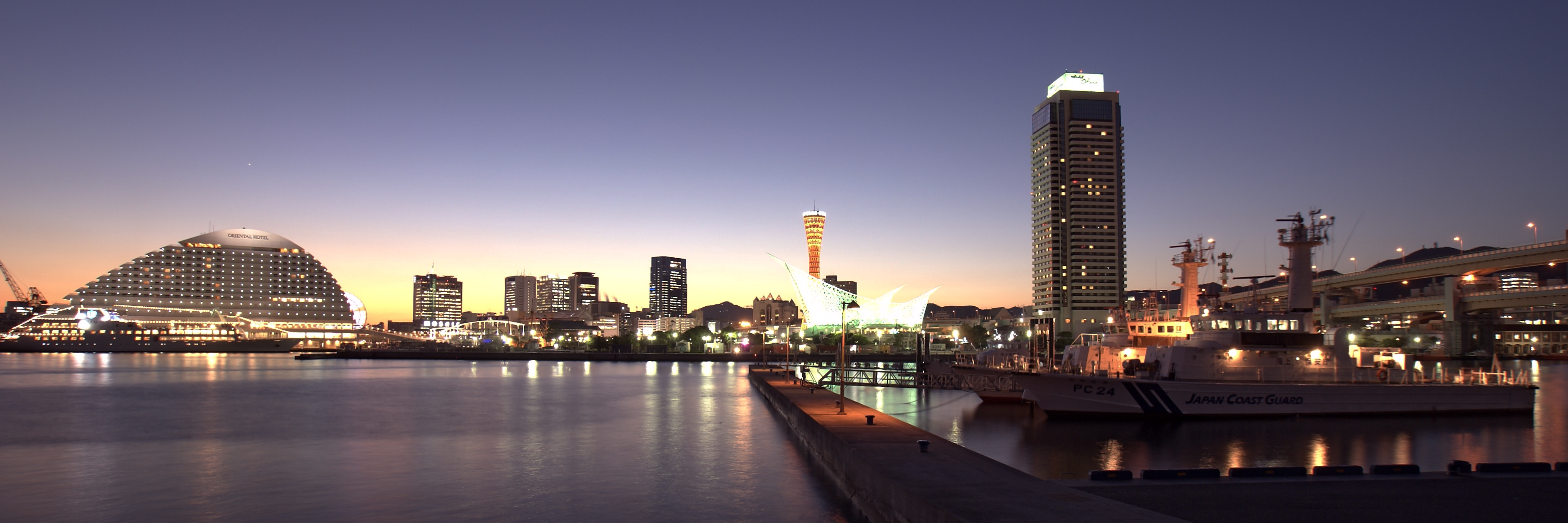
منظر بانورامي لميناء كوبه.

ميناء كوبه (باليابانية: 神戸港 كوبه-كو) هو ميناء في مدينة كوبه، محافظة هيوغو، اليابان.
تبلغ مساحة الميناء 3.89 كم مربع.

## خدمات نقل المسافرين
- بوسان، كوريا الجنوبية : رحلتين أسبوعيا
- شانغهاي، الصين : رحلة أسبوعيا
- تيانجين، الصين : مرة أسبوعيا.